# Dasybranchus platyceps
Dasybranchus platyceps är en ringmaskart som beskrevs av Hartman 1947. Dasybranchus platyceps ingår i släktet Dasybranchus och familjen Capitellidae. Inga underarter finns listade i Catalogue of Life.